# Old Kent County Jail
L'Old Kent County Jail est une ancienne prison située à Clairemont, au Texas, dans le sud des États-Unis. Construite en 1894, elle constitue un Recorded Texas Historic Landmark depuis 1965.